# Кронид
Крони́д — мужское имя греческого происхождения. Значение: сын Кроноса, отца Зевса. Именины: 5 апреля, 26 сентября.
24 сентября н.с. Святой мученик Кронид вместе с товарищами после мучений за веру Христову был утоплен в море (III век).